# Departamento de Moreno
Departamento de Moreno är en kommun i Argentina.   Den ligger i provinsen Santiago del Estero, i den norra delen av landet, 900 km norr om huvudstaden Buenos Aires. Antalet invånare är 28 053.
I omgivningarna runt Departamento de Moreno växer i huvudsak lövfällande lövskog. Trakten runt Departamento de Moreno är nära nog obefolkad, med mindre än två invånare per kvadratkilometer.